# Lekkoatletyka na Letnich Igrzyskach Olimpijskich 1924 – chód na 10 km mężczyzn
Chód na 10 kilometrów mężczyzn – był jedną z konkurencji lekkoatletycznych rozgrywanych podczas igrzysk olimpijskich w Paryżu. Zawody odbyły się w dniach 9 i 11 lipca (półfinały) oraz  13 lipca (finał) 1924 roku. Wystartowało 25 zawodników z 13 krajów.

## Wyniki

### Półfinały
Do finału awansowało pięciu najlepszych zawodników z każdego półfinału.
Półfinał 1
| Pozycja | Zawodnik           | Czas    | Uwagi |
| ------- | ------------------ | ------- | ----- |
| 1.      | Gordon Goodwin     | 49:04,0 | Q     |
| 2.      | Donato Pavesi      | 49:09,0 | Q     |
| 3.      | Harry Hinkel       | b.d     | Q     |
| 4.      | Luigi Bosatra      | b.d     | Q     |
| 5.      | Henri Clermont     | b.d     | Q     |
| -       | Eversleigh Freeman | DSQ     |       |
| -       | Ernie Austen       | DSQ     |       |
| -       | Henk Keemink       | DSQ     |       |
| -       | Arvīds Ķibilds     | DSQ     |       |
| -       | Alfrēds Ruks       | DSQ     |       |
| -       | Daniel Eslava      | DSQ     |       |
| -       | Rudolf Kühnel      | DSQ     |       |

Półfinał 2
| Pozycja | Zawodnik              | Czas    | Uwagi |
| ------- | --------------------- | ------- | ----- |
| 1.      | Ugo Frigerio          | 49:15,6 | Q     |
| 2.      | Cecil McMaster        | b.d     | Q     |
| 3.      | Arthur Schwab         | b.d     | Q     |
| 4.      | Armando Valente       | b.d     | Q     |
| 5.      | Ernie Clark           | b.d     | Q     |
| -       | François Decrombecque | DSQ     |       |
| -       | Alfrēds Kalniņš       | DSQ     |       |
| -       | Philip Granville      | DSQ     |       |
| -       | Charles Foster        | DSQ     |       |
| -       | Gordon Watts          | DSQ     |       |
| -       | Mihály Fekete         | DSQ     |       |
| -       | Rudolf Kühnel         | DSQ     |       |
| -       | Jan Plichta           | DSQ     |       |

### Finał
| Pozycja | Zawodnik        | Czas    |
| ------- | --------------- | ------- |
| 1.      | Ugo Frigerio    | 47:49,0 |
| 2.      | Gordon Goodwin  | 48:37,9 |
| 3.      | Cecil McMaster  | 49:08,0 |
| 4.      | Donato Pavesi   | 49:17,0 |
| 5.      | Arthur Schwab   | 49:50,0 |
| 6.      | Ernie Clark     | 49:59,2 |
| 7.      | Armando Valente | 50:07,0 |
| 8.      | Luigi Bosatra   | 50:09,0 |
| 9.      | Harry Hinkel    | 50:16,8 |
| 10.     | Henri Clermont  | 51:41,6 |